# 스털링 근사

ln x! 과 x ln x − x의 그래프. x가 커질수록 두 함수의 비가 빠르게 1로 수렴한다.

수학에서 스털링 근사(영어: Stirling’s approximation) 또는 스털링 공식(영어: Stirling’s formula)은 큰 계승 (수학)을 구하는 근사법이다.

## 정의
매우 큰 {\displaystyle n}에 대하여, 다음과 같은 공식이 성립한다.
{\displaystyle n!\sim {\sqrt {2\pi n}}(n/e)^{n}}
{\displaystyle \ln n!\sim n(\ln n-1)+{\frac {1}{2}}\ln(2\pi n)}
이는 구체적으로 다음을 말한다.
{\displaystyle \lim _{n\to \infty }{\frac {1}{n!}}{\sqrt {2\pi n}}(n/e)^{n}=1}
구체적으로, 모든 양의 정수 {\displaystyle n}에 대하여 다음과 같은 상계와 하계가 존재한다.
{\displaystyle {\sqrt {2\pi }}n^{n+1/2}\exp(-n)\leq n!\leq e\ n^{n+1/2}\exp(-n)}

### 스털링 급수
스털링 근사를 일반화시켜, 다음과 같은 스털링 급수(영어: Stirling series)를 정의할 수 있다.
{\displaystyle n!\sim {\sqrt {2\pi n}}\left({\frac {n}{e}}\right)^{n}\left(1+{\frac {1}{12n}}+{\frac {1}{288n^{2}}}+\cdots \right)}
이 급수에 등장하는 계수는 다음과 같다. (OEIS의 수열 A1163), (OEIS의 수열 A1164)
1, 1/12, 1/288, −139/51840, −571/2488320, 163879/209018880, 5246819/75246796800, −534703531/902961561600, …
로그로 쓰면 다음과 같다.
{\displaystyle \ln(n!)\sim n\ln(n)-n+{\frac {1}{2}}\ln(2\pi n)+{\frac {1}{12n}}-{\frac {1}{360n^{3}}}+\cdots \cdots }
이 급수에 등장하는 계수는 다음과 같다. (OEIS의 수열 A46968), (OEIS의 수열 A46969)
1/12, −1/360, 1/1260, −1/1680, 1/1188, −691/360360, 1/156, −3617/122400, 43867/244188, …
스털링 급수는 수렴하지 않는다. 즉, 이는 점근 전개(asymptotic expansion)에 불과하다. 스털링 급수를 주어진 차수에서 절단한다면, 충분히 큰 n에 대하여 이는 유효한 근사가 되지만, 주어진 n에 대해서는 비교적 낮은 차수에서 유효하나 매우 높은 차수에서는 유효하지 않게 된다.

## 역사
아브라암 드무아브르는 《해석학 잡론》(라틴어: Miscellanea Analytica, 1판 1730년, 2판 1733년)의 2판에 추가된 부록에서 정규 분포를 다루기 위하여 계승 (수학)을
{\displaystyle n!\sim Bn^{n+1/2}e^{-n}}
과 같은 꼴로 근사하였고, 또 비례 상수 {\displaystyle B}를
{\displaystyle \ln B\approx 1-1/12+1/360-1/1260+1/1680}
로 근사하였다. 이는
{\displaystyle B^{2}/2\approx 3.1435\cdots }
이다. 드무아브르의 근사는 《확률론》(영어: The Doctrine of Chances, 1판 1718년, 2판 1738년, 3판 1756년) 제2판에서도 등장한다.
제임스 스털링은 상수 {\displaystyle B}가 {\displaystyle B^{2}/2=\pi }임을 보였다. 이후 자크 비네(프랑스어: Jacques Binet)가 스털링 근사의 추가항들을 도입하였다.

## 증명

### 개략적인 증명
먼저 {\displaystyle \ln n!}을 로그의 성질에 의해 전개하자.
{\displaystyle \ln n!=\ln 1+\ln 2+\ln 3+\cdots +\ln n=\sum _{k=1}^{n}\ln k}
{\displaystyle n}이 크다면, 리만 합과 유사한 논리에 의해 합을 적분으로 근사할 수 있다.
{\displaystyle \sum _{k=1}^{n}\ln k\approx \int _{1}^{n}\ln xdx}
이제 적분을 계산하면 다음과 같다.
{\displaystyle \int _{1}^{n}\ln xdx=\left[x\ln x-x\right]_{1}^{n}=(n\ln n-n)-(1\cdot 0-1)=n\ln n-n+1}
을 얻고, {\displaystyle n\gg 1}이므로 맨 끝의 1을 떼어버리면 가장 간단한 형태의 스털링 근사를 얻는다.
{\displaystyle \ln n!\approx n\ln n-n}

### 더 엄밀한 증명
증명을 하기 위해, 계승의 좀 더 일반적인 표현인 감마 함수를 사용하자. {\displaystyle n}이 자연수일 때, 다음이 성립한다.
{\displaystyle n!=\Gamma (n+1)=\int _{0}^{\infty }x^{n}e^{-x}dx}
피적분 함수의 형태를 보면, 감마분포를 따르고 있음을 알 수 있는데, 감마 분포의 경우 {\displaystyle n}이 매우 클 경우, 중심 극한 정리에 의해 정규 분포로 근사할 수 있다. 따라서, 위를 정규 분포의 형태로 근사시켜 보자. 먼저 피적분 함수의 형태를 조금 바꾸면
{\displaystyle x^{n}e^{-x}=e^{n\ln x-x}}
가 된다. 이제 {\displaystyle y\,\equiv \,x-n} 이라 하고 계속 식을 전개해 나가면,
{\displaystyle {\begin{aligned}n\ln x-x&=n\ln(n+y)-n-y\\&=n\ln \left[n\left(1+{y \over n}\right)\right]-n-y\\&=n\ln n-n+n\ln \left(1+{y \over n}\right)-y\end{aligned}}}
정규분포의 확률 밀도 함수의 형태를 얻기 위해 로그를 테일러 전개를 해서 2차항까지만 취하면 (최댓값 근처에서 {\displaystyle y\ll n} 이므로 가능 )
{\displaystyle \ln \left(1+{y \over n}\right)\approx {y \over n}-{1 \over 2}\left({y \over n}\right)^{2}}
이 되고 이를 다시 원래 피적분 함수에 대입하면, 정규 분포의 확률 밀도 함수와 유사한 형태의 함수를 얻는다.
{\displaystyle x^{n}e^{-x}\approx n^{n}e^{-n}e^{-y^{2} \over 2n}}
감마 분포를 정규 분포로 근사하였므로, {\displaystyle y}가 음수인 영역은 거의 0에 가깝다. 따라서 전 {\displaystyle y}에 대해서 모두 적분하면, 아래의 스털링 근사를 얻는다.
{\displaystyle n!=\int _{0}^{\infty }x^{n}e^{-x}dx\approx n^{n}e^{-n}\int _{-\infty }^{\infty }e^{-y^{2} \over 2n}dy=n^{n}e^{-n}{\sqrt {2\pi n}}}

## 응용
스털링 근사는 통계역학에서 흔히 등장하는 매우 큰 계승 (수학)을 근사할 때 쓰인다. 거시적인 크기의 계에서의 입자 수는 보통 아보가드로 수(≈6×1023)에 견줄 만하므로, 스털링 근사가 효과적이다.